# Cítolibská skladatelská škola
Cítolibská skladatelská škola je významný fenomén českého hudebního klasicismu. Jejími členy byli hudebníci a komponisté, kteří působili ve 2. polovině 18. století především na panství Cítoliby na Lounsku. Hudba příslušníků školy byla nahrána na zvukové nosiče a stala se součástí repertoáru mnoha českých i zahraničních hudebních těles. Hlavní zásluhu na znovuobjevení této hudby má Zdeněk Šesták, který uspořádal první koncert složený ze skladeb "cítolibských mistrů" už roku 1949.

## Historie

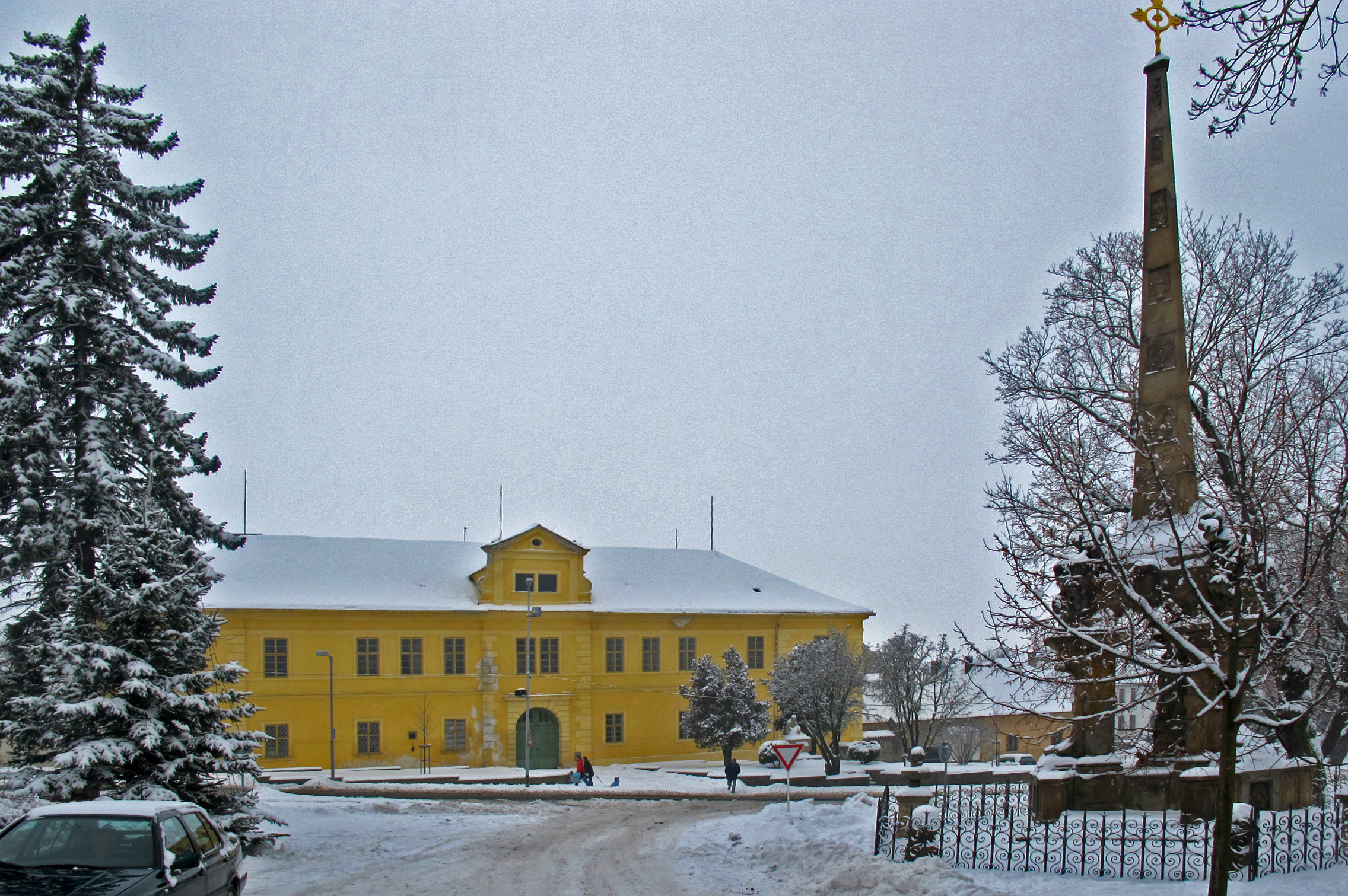
Cítolibský zámek

V roce 1720 získal panství Cítoliby hudbymilovný rod Pachtů z Rájova. Roku 1742 se ujal vlády nad panstvím Arnošt Karel Pachta (1718-1803). Jeho bratr Jan Josef hostil ve svém pražském paláci v roce 1787 Wolfganga Amadea Mozarta. Arnošt Karel Pachta vytvořil z Cítolib rezidenční sídlo, jehož součástí byla i zámecká kapela, kostel s kůrem a škola.

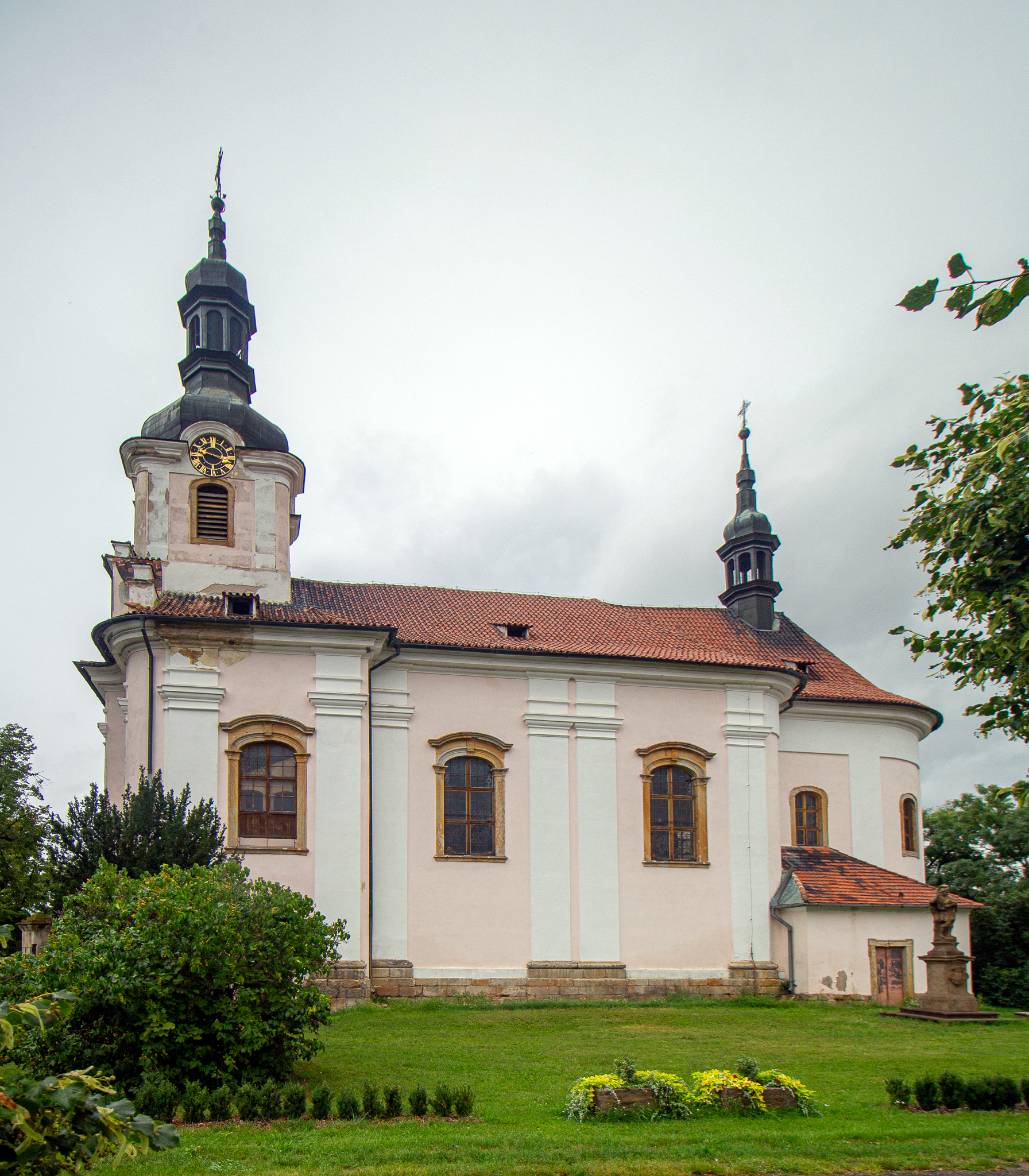
Cítolibský kostel sv. Jakuba

Podmínkou k přijetí do Pachtových dvorských služeb byla znalost not a schopnost hrát na hudební nástroj. Pachtovou ctižádostí bylo, aby měl v orchestru nejen kvalitní hudebníky, ale i skladatele. Proto některým nadaným poddaným umožnil studia u zkušených pražských komponistů. Základní hudební vzdělání získávali budoucí hudebníci v cítolibské škole u dlouholetého kantora Václava Jana Kopřivy. Důležitým hudebním centrem Cítolib byl i tamní kostel sv. Jakuba, zejména v době, kdy byl varhaníkem Karel Blažej Kopřiva. Činnost cítolibské kapely skončila na konci 18. století, kdy v souvislosti s napoleonskými válkami šlechtici v Čechách své kapely rozpouštěli.

## Představitelé školy
Hudebních skladatelů, kteří prošli cítolibskou pachtovskou kapelou nebo získali hudební vzdělání v místní škole, bylo mnoho. Následující seznam představuje jen ty nejdůležitější.

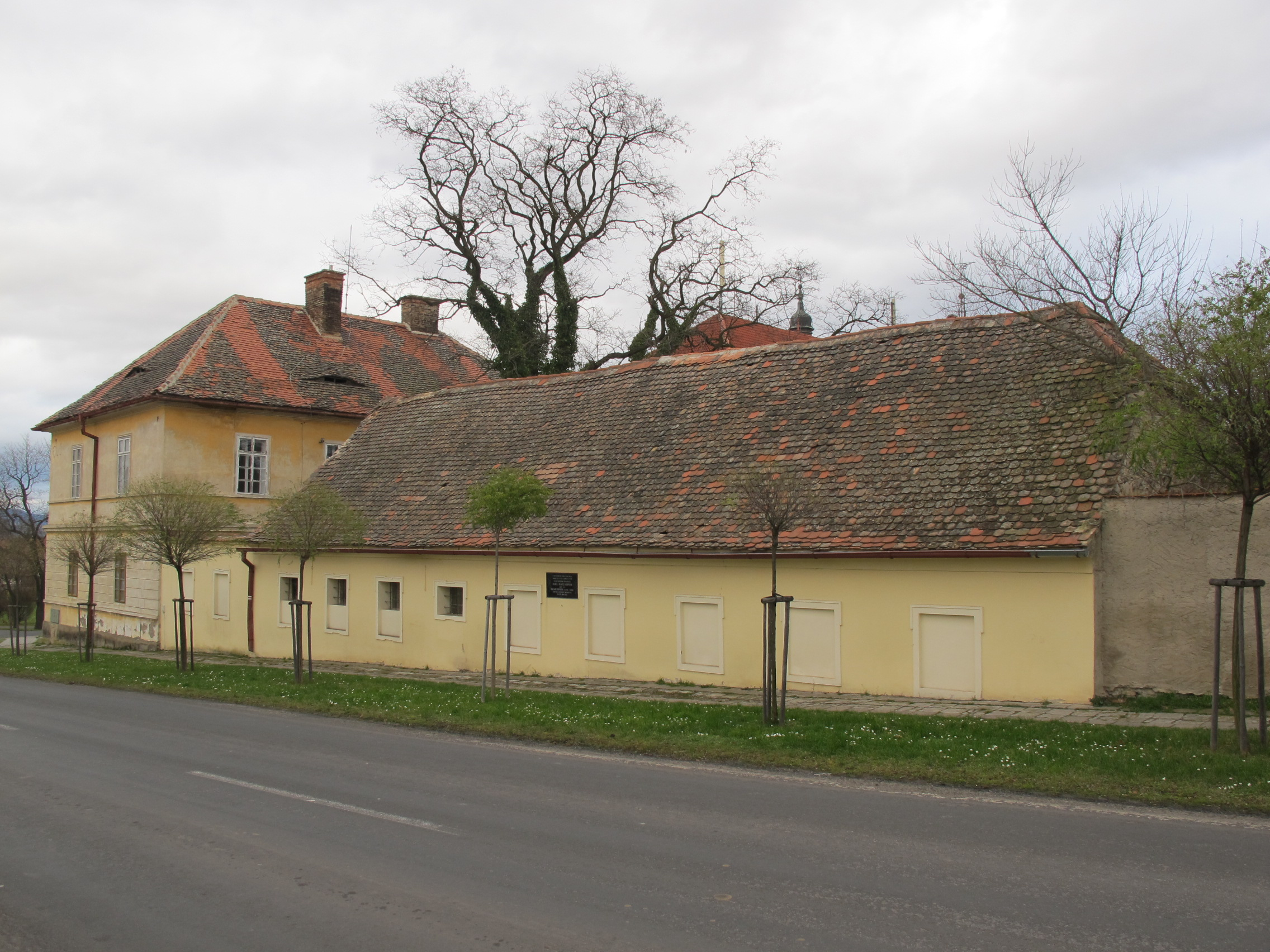
Cítolibská škola z 18. století

- Václav Jan Kopřiva (8. února 1708 Brloh u Loun – 7. června 1789 Cítoliby). Pocházel z rodiny mlynáře ze sousední vesnice Brlohu. Cítolibská škola z 18. stoletíV mládí studoval hru na varhany a skladbu u Františka Josefa Dollhopfa († 1743), varhaníka v křižovnickém kostele sv. Františka v Praze.[2] V dlouhém období 1730-1778 působil jako kantor v cítolibské škole a v kostele sv. Jakuba působil jako regenschori. Je zakladatelskou osobností cítolibské skladatelské školy. Z jeho díla se dochovala a byla nahrána především duchovní hudba. Kopřiva skládal mše, pastorely, offertoria a další skladby. Je autorem Pastorální mše in D, v níž jsou zakomponovány i české árie. Připravil tak půdu pro českou vánoční mši Hej mistře Jana Jakuba Ryby. Kopřivova hudba vyrůstá na pozadí patetické pobarokní dikce vivaldiovské vznosnosti, která je promíšena melodickými a rytmickými idiomy čerpajícími z české lidové písně.[3]

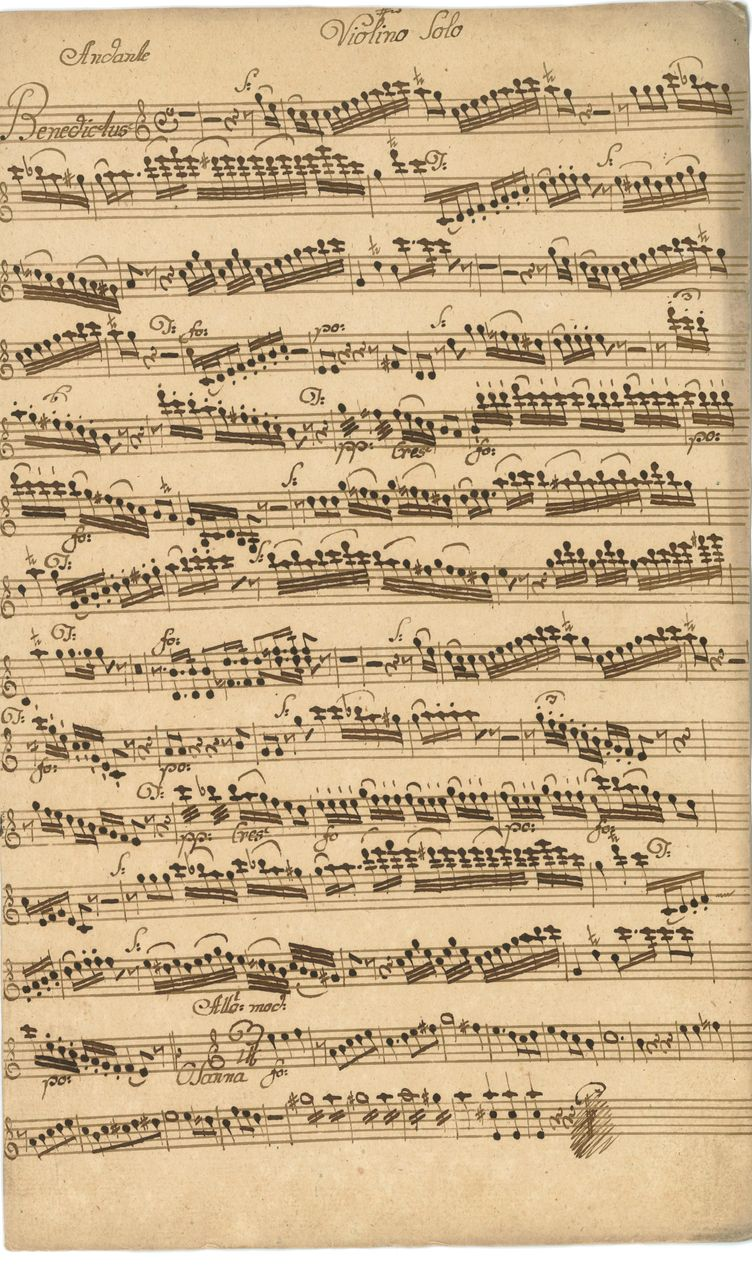
Part koncertantních houslí z části Benedictus mše e-moll. Autograf K. B. Kopřivy

- Karel Blažej Kopřiva (9. února 1756 Cítoliby - 15. května 1785 Cítoliby). Syn Václava Jana Kopřivy. Nejnadanější člen školy, zemřel předčasně na tuberkulózu. V mládí studoval skladbu a hru na varhany u Josefa Norberta Segera, varhaníka v Týnském chrámu. Lexikograf Bohumír Dlabač Kopřivu označil za jednoho z nejnadanějších Segerových žáků.[4] Part koncertantních houslí z části Benedictus mše e-moll. Autograf K. B. Kopřivy K. B. Kopřivu známe především jako autora duchovní hudby, složil ale nejméně sedm nedochovaných symfonií. Ve své době byl považován za jednoho z nejlepších varhanních virtuózů v Čechách. Z jeho tvorby pro varhany se dochovalo jen několik fug. Zdeněk Šesták považuje Kopřivovu tvorbu v rámci cítolibské skladatelské školy za nejvíce přínosnou pro české dějiny hudby.
- Jan Adam Gallina (13. prosince 1724 Cítoliby - 5. ledna 1773 Cítoliby). Syn cítolibského kantora Martina Antonína Kaliny. Zprvu zastával na zámku funkci kuchyňského písaře, v roce 1750 převzal po zemřelém Janu Josefu Janouškovi funkci ředitele zámecké hudby. Zámeckou kapelu řídil až do své smrti. Z jeho tvorby se dochovalo několik symfonií. Gallinova melodika má blízko k české lidové písňovosti.
- Jan Nepomuk Vent (27. června 1745 Divice - 3. července 1801 Vídeň). Hudebník a hudební skladatel. Z autorů cítolibské školy získal jako jediný ve své době evropské renomé. Do roku 1770 působil na cítolibském zámku jako lokaj, houslista a hobojista. Odtud uprchl a vstoupil do schwarzenberských služeb nejprve v Českém Krumlově a pak ve Vídni.[4] Vzhledem ke svým kvalitám byl přijat do císařských služeb. Roku 1782 se stal členem císařské komorní hudby, 1788 byl jmenován císařským dvorním hudebníkem. Virtuózně ovládal hru na anglický roh. Stýkal se s Josephem Haydnem a Ludwigem van Beethovenem.[5] Ten složil své trio pro dva hoboje a anglický roh op. 87 inspirován Ventovou skladbou pro stejné nástrojové obsazení.[6] Ventova díla komorní a symfonická jsou zastoupena v mnoha evropských hudebních sbírkách.
- Jakub Lokaj (7. července 1752 Cítoliby - ?). Syn cítolibského koláře, žák a kmotřenec J. V. Kopřivy. Na zámku postupně zastával různá místa, pravděpodobně vystřídal J. A. Gallinu ve funkci ředitele hudby. Datum a místo Lokajova úmrtí se nepodařilo zjistit, na cítolibském panství nezemřel. V cítolibské matrice se naposledy vyskytuje v roce 1789.[7] Po rozpuštění orchestru patrně panství opustil a působil jako hudebník jinde. Těžiště Lokajovy tvorby rovněž spočívá v chrámové hudbě. Je autorem několika mší (mj. i České mše normální) a motet. Motetto pastorale in D Gloria in excelsis deo je Lokajovou nejznámější skladbou a bývá často, zejména před Vánoci, provozováno. Velký ohlas vzbudila obnovená premiéra Lokajova koncertu C-dur pro fagot a orchestr v podání Jaroslava Kubity roku 1999. Lokaj bývá spolu s V. J. Kopřivou považován za nejvýraznějšího melodika mezi cítolibskými skladateli.
- Jan Jáchym Kopřiva (17. února 1754, Cítoliby – 17. srpna 1792 Cítoliby). Syn Jana Václava Kopřivy, kterého roku 1778 vystřídal ve funkci místního kantora. Hudebník a hudební skladatel. Na hudební nosiče byla nahrána část jedné z jeho mší.
- Jan Nepomuk Vojtěch Maxant, také Maxandt (22. března 1755 Divice – 19. prosince 1838 Frymburk), hudební skladatel, varhaník a pedagog. Učitel Simona Sechtera.

## Hudební nosiče
- Hudba citolibských mistrů 18. století, 2 LP, Supraphon 1968, č. katalogu 0 12 0251.
- Hudba citolibských mistrů 18. století, 5 LP, Supraphon 1985, č. katalogu 1119 4081-85 G.
- Musica antiqua Citolibensis, Supraphon 1994, č. katalogu 11 2148-2: výběr z nahrávek z let 1968 a 1985.
- Musica antiqua Citolibensis, Supraphon 2007, 4 CD, č. katalogu SU 3908-2: kompletní reedice nahrávek z let 1968 a 1985.